# Mortes em outubro de 2017
Mortes em 2017: ← Janeiro – Fevereiro – Março – Abril – Maio – Junho – Julho – Agosto – Setembro – Outubro – Novembro – Dezembro →
Esta é uma relação de pessoas notáveis que morreram durante o mês de outubro de 2017, listando nome, nacionalidade, ocupação e ano de nascimento. 

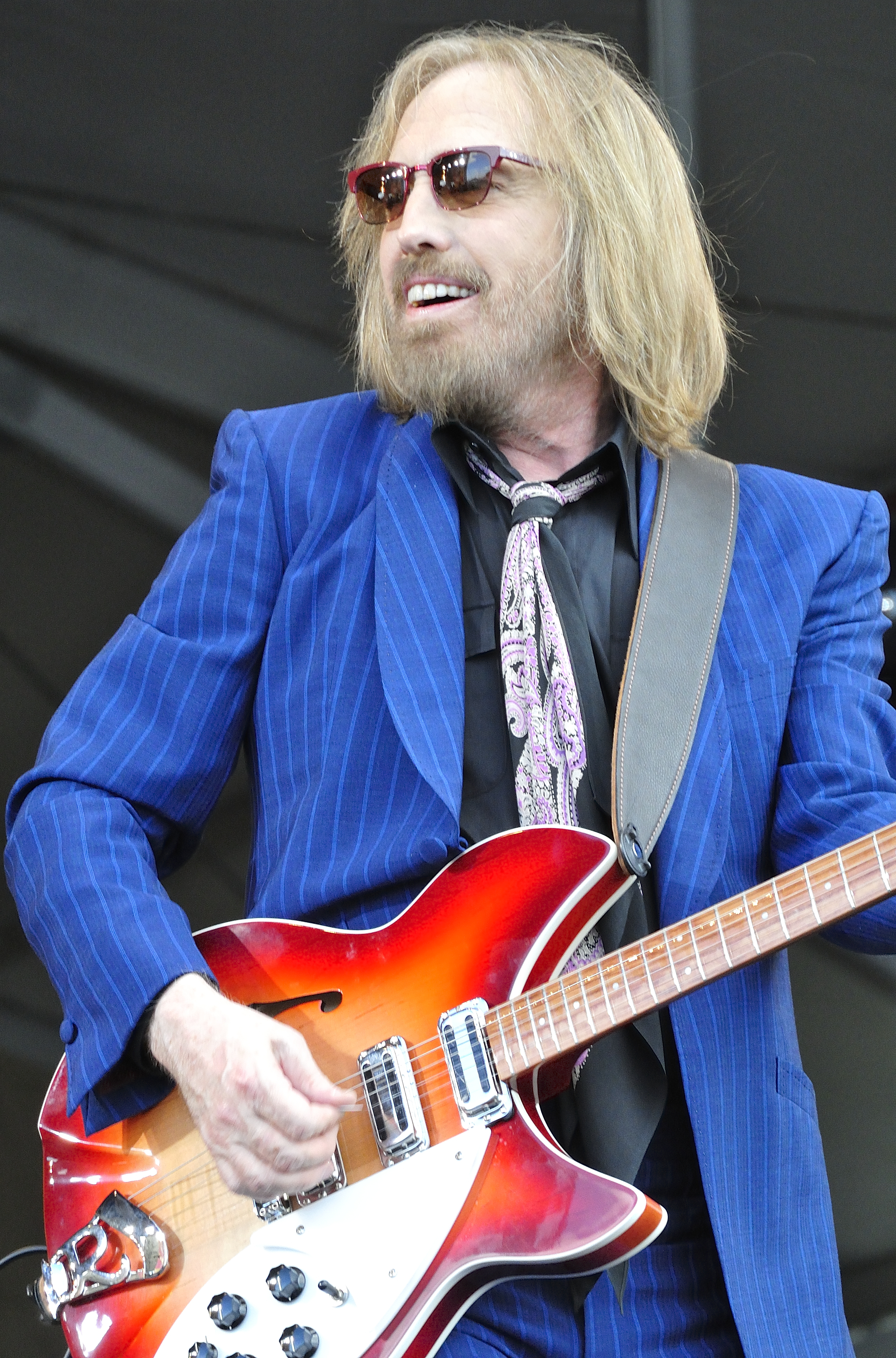
Tom Petty, músico estadunidense

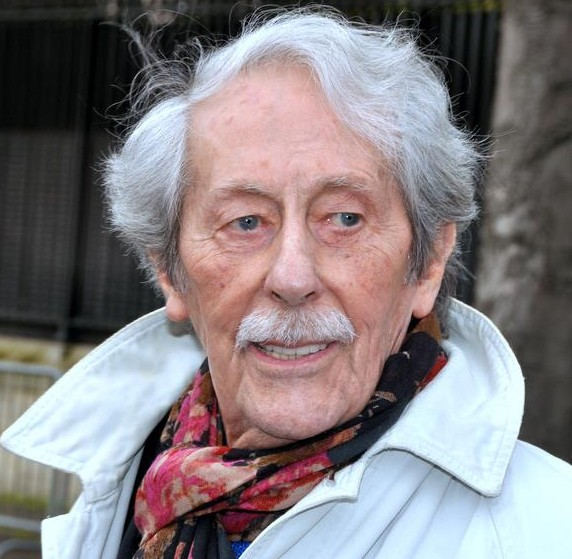
Jean Rochefort, ator francês

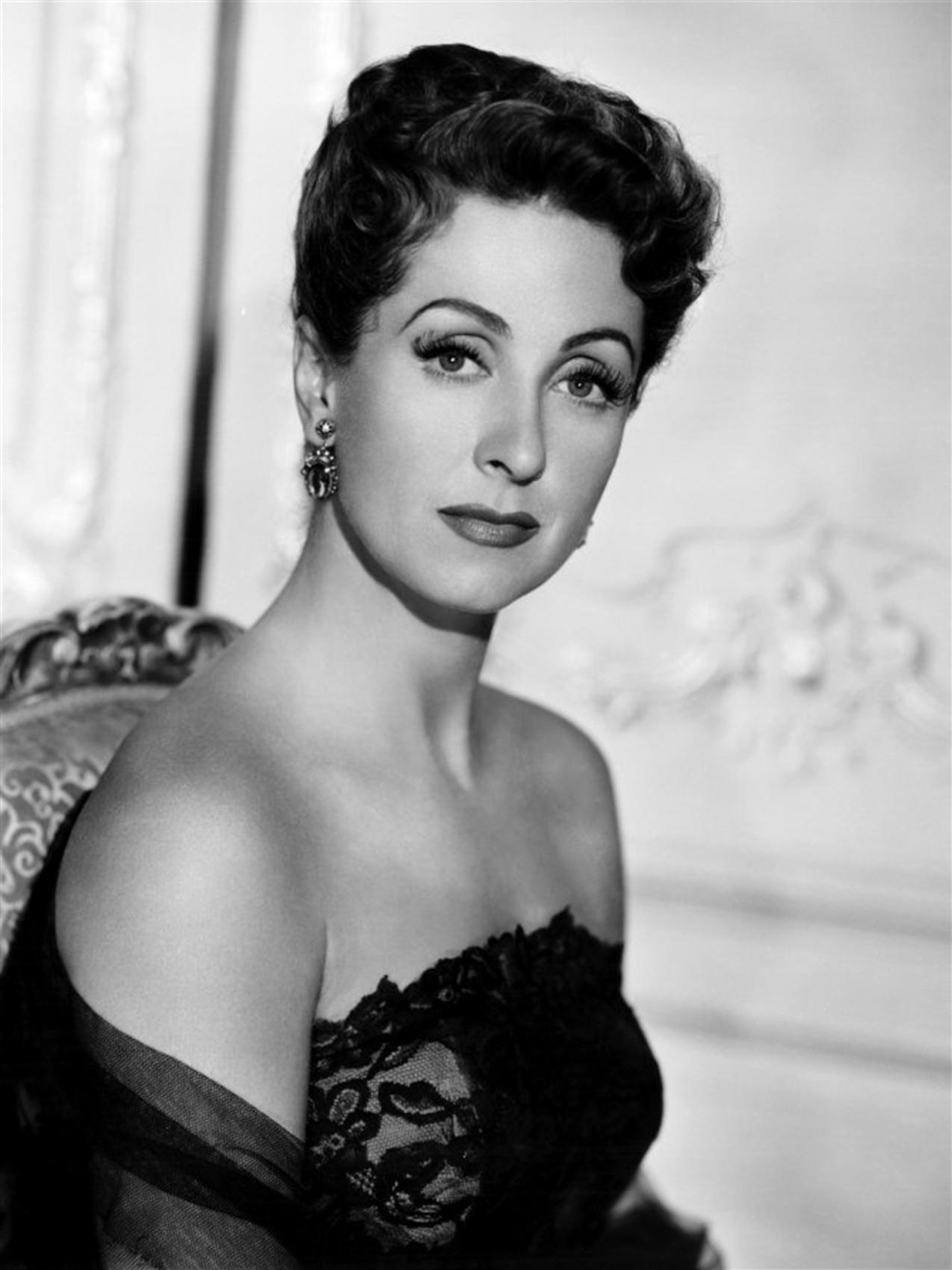
Danielle Darrieux, atriz francesa

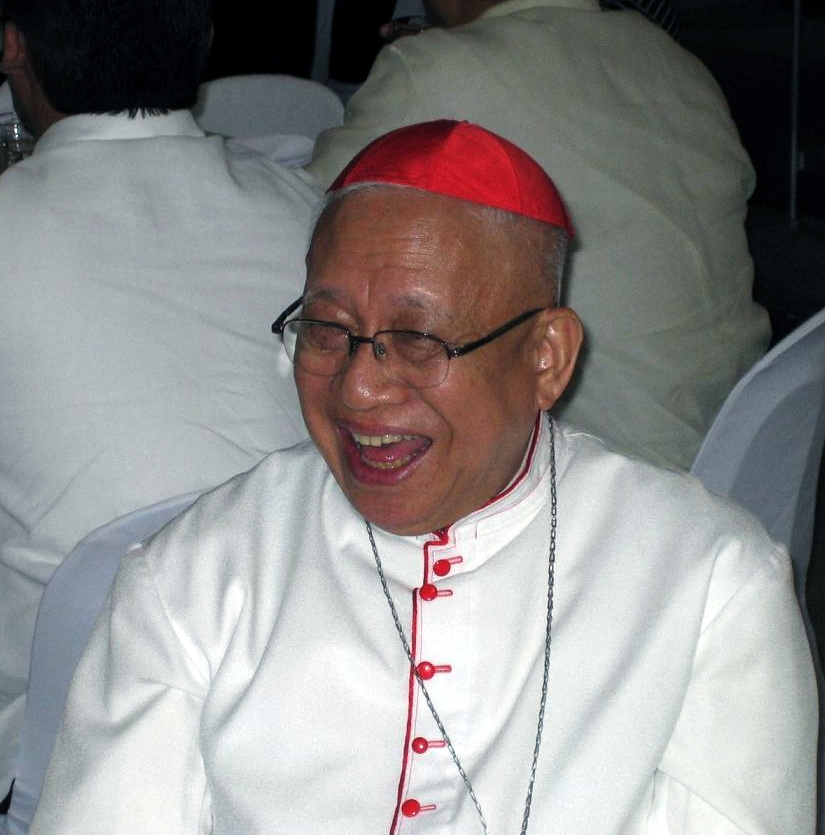
Ricardo Vidal, cardeal e Arcebispo filipino

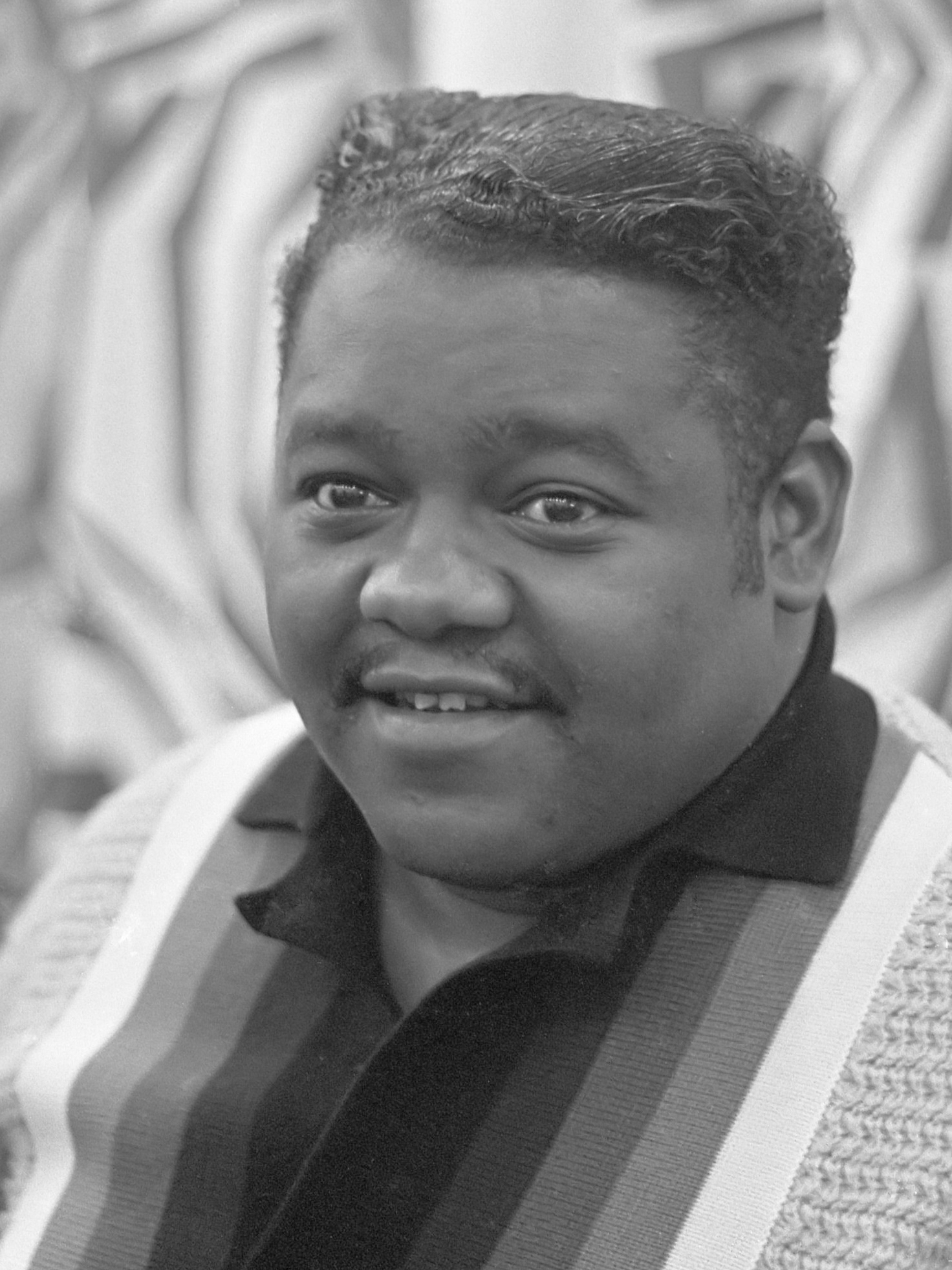
Fats Domino, músico estadunidense

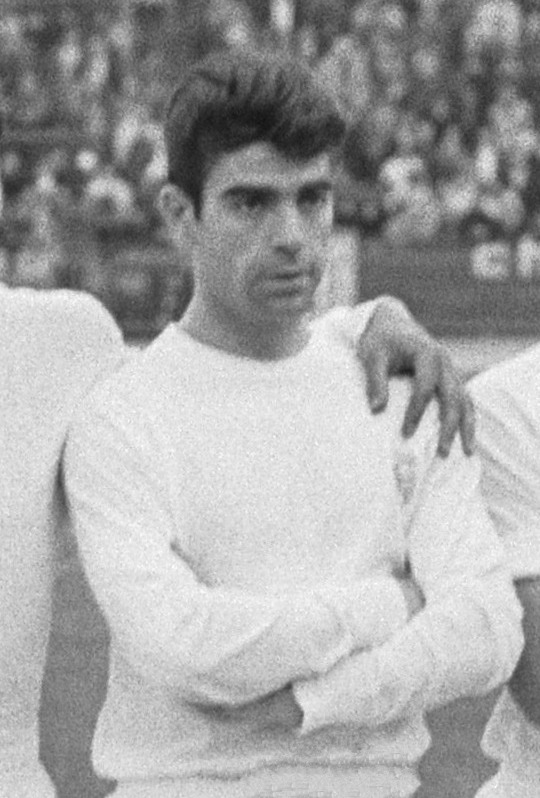
Manuel Sanchís Martínez, futebolista espanhol

| Dia | Nome                             | Profissão ou motivo de reconhecimento             | Nacionalidade          | Ano de nasc. | Ref           |
| --- | -------------------------------- | ------------------------------------------------- | ---------------------- | ------------ | ------------- |
| 1   | Arthur Janov                     | Psicólogo                                         | Estados Unidos         | 1924         | [ 1 ]         |
| 1   | José Pratas                      | Árbitro de futebol                                | Portugal               | 1957         | [ 2 ]         |
| 1   | István Mészáros                  | Filósofo                                          | Hungria                | 1930         | [ 3 ]         |
| 1   | Jorge Listopad                   | Encenador                                         | Chéquia/ Portugal      | 1921         | [ 4 ]         |
| 1   | Lourenço                         | Músico                                            | Brasil                 | 1955         | [ 5 ]         |
| 1   | Stephen Paddock                  | Criminoso                                         | Estados Unidos         | 1953         | [ 6 ]         |
| 2   | Luiz Carlos Cancellier de Olivo  | Jurista, jornalista e professor universitário     | Brasil                 | 1958         | [ 7 ] [ 8 ]   |
| 2   | Edwin Lightfoot                  | Químico                                           | Estados Unidos         | 1925         | [ 9 ]         |
| 2   | Evangelina Elizondo              | Atriz                                             | México                 | 1929         | [ 10 ]        |
| 2   | Friedrich von Löffelholz         | Ciclista                                          | Alemanha               | 1953         | [ 11 ]        |
| 2   | Tom Petty                        | Músico                                            | Estados Unidos         | 1950         | [ 12 ]        |
| 2   | Veneza                           | Futebolista                                       | Brasil                 | 1950         | [ 13 ]        |
| 3   | Isabella Karle                   | Química                                           | Estados Unidos         | 1921         | [ 14 ]        |
| 3   | Jalal Talabani                   | Político                                          | Iraque                 | 1933         | [ 15 ]        |
| 3   | Michel Jouvet                    | Médico                                            | França                 | 1925         | [ 16 ]        |
| 3   | Sérgio Sá                        | Compositor, cantor, produtor musical e arranjador | Brasil                 | 1953         | [ 17 ] [ 18 ] |
| 4   | Liam Cosgrave                    | Político                                          | Irlanda                | 1920         | [ 19 ]        |
| 4   | Lyudmila Gureyeva                | Jogadora de voleibol                              | Ucrânia                | 1943         | [ 20 ]        |
| 4   | Richard Paris                    | Ciclista                                          | Austrália              | 1942         | [ 21 ]        |
| 5   | Anne Wiazemsky                   | Atriz, diretora de cinema e escritora             | França                 | 1947         | [ 22 ]        |
| 5   | António de Macedo                | Cineasta                                          | Portugal               | 1931         | [ 23 ]        |
| 5   | Eberhard van der Laan            | Político                                          | Países Baixos          | 1955         | [ 24 ]        |
| 5   | Ruth Escobar                     | Atriz e produtora cultural                        | Portugal/ Brasil       | 1935         | [ 25 ]        |
| 5   | Heley de Abreu Silva Batista     | Professora                                        | Brasil                 | 1974         | [ 26 ]        |
| 6   | Francisco Silva                  | Radialista e empresário                           | Brasil                 | 1938         | [ 27 ]        |
| 6   | Hervé Léger Leroux               | Estilista                                         | França                 | 1957         | [ 28 ]        |
| 6   | Roberto Anzolin                  | Futebolista                                       | Itália                 | 1938         | [ 29 ]        |
| 8   | Y. A. Tittle                     | Jogador de futebol americano                      | Estados Unidos         | 1926         | [ 30 ]        |
| 9   | Armando Calderón Sol             | Político, advogado e empresário                   | El Salvador            | 1948         | [ 31 ]        |
| 9   | Jean Rochefort                   | Ator e comediante                                 | França                 | 1930         | [ 32 ]        |
| 9   | József Tóth                      | Futebolista e treinador                           | Hungria                | 1929         | [ 33 ]        |
| 10  | Cho Jin-ho                       | Futebolista e treinador                           | Coreia do Sul          | 1973         | [ 34 ]        |
| 11  | Agnelo Pacheco                   | Publicitário                                      | Brasil                 | 1946         | [ 35 ]        |
| 11  | Nélio José Nicolai               | Eletrotécnico, inventor do BINA                   | Brasil                 | 1940         | [ 36 ]        |
| 11  | Clifford Husbands                | Político                                          | Barbados               | 1926         | [ 37 ]        |
| 13  | Albert Zafy                      | Político                                          | Madagáscar             | 1927         | [ 38 ]        |
| 13  | Armênio Mendes                   | Empresário e economista                           | Portugal               | 1944         | [ 39 ]        |
| 13  | William Lombardy                 | Jogador de xadrez                                 | Estados Unidos         | 1937         | [ 40 ]        |
| 15  | Choirul Huda                     | Futebolista                                       | Indonésia              | 1979         | [ 41 ]        |
| 15  | Ataulpho Alves Júnior            | Cantor                                            | Brasil                 | 1943         | [ 42 ]        |
| 16  | Roy Dotrice                      | Ator                                              | Reino Unido            | 1923         | [ 43 ]        |
| 16  | Luzia Mohrs                      | Freira e supercentenária                          | Alemanha/ Brasil       | 1904         | [ 44 ]        |
| 17  | Danielle Darrieux                | Atriz                                             | França                 | 1917         | [ 45 ]        |
| 18  | Brent Briscoe                    | Ator                                              | Estados Unidos         | 1961         | [ 46 ]        |
| 18  | Ricardo Jamin Vidal              | Cardeal                                           | Filipinas              | 1931         | [ 47 ]        |
| 18  | Marino Perani                    | Futebolista                                       | Itália                 | 1939         | [ 48 ]        |
| 18  | Phil Miller                      | Músico                                            | Reino Unido            | 1949         | [ 49 ]        |
| 19  | Miguel Ángel Loayza              | Futebolista e treinador                           | Peru                   | 1940         | [ 50 ]        |
| 20  | Federico Luppi                   | Ator                                              | Argentina              | 1936         | [ 51 ]        |
| 21  | Gilbert Stork                    | Químico                                           | Estados Unidos         | 1921         | [ 52 ]        |
| 21  | Marcus Accioly                   | Escritor                                          | Brasil                 | 1943         | [ 53 ]        |
| 21  | Martin Eric Ain                  | Músico                                            | Suíça                  | 1967         | [ 54 ]        |
| 22  | Daisy Berkowitz                  | Músico                                            | Estados Unidos         | 1968         | [ 55 ]        |
| 22  | George Young                     | Músico                                            | Austrália/ Reino Unido | 1946         | [ 56 ]        |
| 22  | Ângela Lago                      | Escritora                                         | Brasil                 | 1945         | [ 57 ]        |
| 22  | Geraldo João Paulo Roger Verdier | Bispo                                             | França/ Brasil         | 1937         | [ 58 ]        |
| 23  | Corrado Böhm                     | Matemático e cientista da computação              | Itália                 | 1923         | [ 59 ]        |
| 23  | Walter Lassally                  | Diretor de fotografia                             | Alemanha/ Reino Unido  | 1926         | [ 60 ]        |
| 24  | Paul Weitz                       | Astronauta                                        | Estados Unidos         | 1932         | [ 61 ]        |
| 24  | Stélio Boabaid                   | Médico e político                                 | Brasil                 | 1922         | [ 62 ]        |
| 25  | Fats Domino                      | Músico                                            | Estados Unidos         | 1928         | [ 63 ]        |
| 25  | John Mollo                       | Figurinista                                       | Reino Unido            | 1931         | [ 64 ]        |
| 27  | Abdoulaye Soulama                | Futebolista                                       | Burquina Fasso         | 1979         | [ 65 ]        |
| 27  | Manuel Sanchís Martínez          | Futebolista                                       | Espanha                | 1938         | [ 66 ]        |
| 29  | Ninian Stephen                   | Jurista e político                                | Austrália              | 1923         | [ 67 ]        |
| 30  | Daniel Viglietti                 | Cantor, compositor e violonista                   | Uruguai                | 1939         | [ 68 ]        |
| 31  | Abubakari Yakubu                 | Futebolista                                       | Gana                   | 1981         | [ 69 ]        |